# نیبی
نیبی (به آلمانی: Nieby) یک شهر در آلمان است که در اشلسویگ-فلنسبورگ واقع شده‌است. نیبی ۲۲۴ نفر جمعیت دارد.